# Comuna Halturîne, Karlivka
Halturîne (în ucraineană Халтурине) este o comună în raionul Karlivka, regiunea Poltava, Ucraina, formată din satele Halturîne (reședința), Krasne, Mareanivka, Șevcenka, Tîșenkivka și Vakulîha.

## Demografie
Componența lingvistică a comunei Halturîne
     Ucraineană (95,62%)
     Rusă (2,77%)
     Alte limbi (0,97%)
Conform recensământului din 2001, majoritatea populației comunei Halturîne era vorbitoare de ucraineană (95,62%), existând în minoritate și vorbitori de rusă (2,77%).